# Tri majmuna
Tri majmuna ili tri mudra majmuna likovna je maksima s majmunima koji rukama prekrivaju svoje oči, uši i usta, predstavljajući tri tajne mudrosti »Ne vidi zlo, ne čuj zlo, ne govori zlo.«
Tri majmuna popularizirana su u japanskoj kulturi, gdje se nazivaju
- Mizaru (見ざる): koji ne vidi zla, pokrivajući oči
- Kikazaru (聞かざる): koji ne čuje zla, pokrivajući uši
- Ivazaru (言わざる): koji ne govori zla, pokrivajući usta.

Postoje različita značenja koja se pripisuju maksimi, uključujući pozivanje na mišljenje, govorenje i činjenje dobra. Likovni se iskaz upotrebljava i za one koji se sa zlom suočavaju okretanjem glave.
Majmuni su japanski makakiji, česta vrsta u Japanu.

## Podrijetlo
Zbog japanske dosjetke često se pomišlja da je koncept potekao iz Japana, no motiv triju majmuna može se vidjeti i u drevnom Egiptu i Angkor Watu, a u Japan je, smatra se, došao iz Kine Putom svile.
Maksimu je popularizirala rezbarija iz 17. stoljeća na vratima svetišta Tōshō-gū u Nikkou u Japanu koju je izradio Hidari Jingoro, a pretpostavlja se da prikazuju Konfucijev kodeks ponašanja, koristeći majmuna za prikazivanje ljudskoga životnog puta. Postoji ukupno osam ploča, a rezbarija s tri majmuna nalazi se na drugoj. Filozofija je vjerojatno došla u Japan s tendai-budističkom legendom iz Kine u 8. stoljeću u razdoblju Nara. Pretpostavlja se da figure predstavljaju tri dogme sektina takozvanog srednjeg naukovanja.
U kineskom jeziku postoje dvije slične fraze. Ona iz Konfucijevih analekata (od 4. do 2. stoljeća pr. n. e.) glasi: »Ne gledaj ono što je u suprotnosti s pristojnošću; ne slušaj ono što je u suprotnosti s pristojnošću; ne govori što je protivno pristojnosti; ne čini nikakav pokret koji je protivan pristojnosti". Ona iz knjige Xunzi iz 3. stoljeća pr. n. e. glasi: "[On/Junzi] čini da njegove oči ne žele vidjeti ono što nije ispravno, čini da njegove uši ne žele čuti ono što nije ispravno, čini da njegova usta ne žele govoriti ono što nije ispravno i čini da njegovo srce ne želi razmišljati o onome što nije ispravno". To bi mogla biti inspiracija za slikovnu maksimu nakon što su kineska djela donesena u Japan.
Najznačajniji primjeri predstavljeni su kroz obred pučke religije Kōshin. Ona potječe iz kineskog taoizma, s utjecajima drevnog šintoizma, a osnovana je u kasnom 10. stoljeću. Značajan broj kamenih spomenika s tri majmuna može se pronaći diljem istočnog Japana u okolici Tokija.
Iako učenje nije imalo veze s majmunima, koncept s tri majmuna proizašao je iz igre riječi. U izreci na japanskom jeziku »mizaru, kikazaru, ivazaru« navezak -zaru negacija je triju glagola – »ne vidi, ne čuj, ne govori«, no njezin je izgovor sličan riječi saru koja znači majmun. Stoga se izreka, koja ne spominje zlo, može protumačiti kao da se odnosi na tri majmuna.
Svetište u Nikkou je šintoističko svetište, a majmun je izuzetno važno biće u šintoističkoj religiji. Vjeruje se da je majmun glasnik svetištā Hie Shinto, koja također imaju veze s tendai budizmom. Važni festivali slave se svakih dvanaest godina u »godini majmuna« , a poseban festival slavi se svake šesnaeste godine Kōshina.

## Pripisana značenja
Postoje različita objašnjenja značenja izraza »ne vidi zlo, ne čuj zlo, ne govori zlo«.
- U budističkoj tradiciji načelo poslovice ide za tim da se ne zadržavamo na zlim mislima.
- Izreka i slika često se koriste za upućivanje na nedostatak moralne odgovornosti kod ljudi koji odbijaju priznati neprikladnost, okreću glavu od problema ili hine neznanje.[6]

## Varijacije
Ponekad se trima majmunima dodaje i četvrti, Sezaru, koji simbolizira načelo »ne čini zlo«, što se uklapa u cijeli citat iz Konfucijevih analekata. Prikazuju ga se prekriženim rukama ili prekrivenim genitalijama. Postoji i varijanta u kojoj četvrti majmun drži nos kako bi izbjegao smrad i u skladu s tim je nazvan »ne miriši zlo«.
Nalazi se i suprotnost trima majmunima u kojoj jedan majmun drži ruke iza ušiju kako bi bolje čuo, drugi majmun drži ruke na ustima kako bi glasnije govorio, a treći drži ruke nad očima kako bi bolje vidio. To se tumači kao »čujte, vidite i govorite o onom za što se zalažete".

## Kulturni utjecaji
Tri majmuna i povezana poslovica poznati su diljem Azije, ali i izvan nje. Oni su bili motiv na slikama kao što su japanski drvorezi ukiyo-e Keisaija Eisena i često su zastupljeni u modernoj kulturi, uključujući emojije.
Glavna iznimka Mahatme Gandhija u životnom stilu neposjedovanja stvari bila je mala statua tri majmuna (Bapu, Ketan i Bandar) koju mu je za posjeta Indiji 1933. darovao japanski redovnik Nichidatsu Fujii. Fujii je suosjećao s Gandhijevim nenasiljem i dao mu figuricu s tri majmuna, a on ih je nosio sa sobom podučavajući ljude maksimi »ne vidi zlo, ne slušaj zlo i ne govori zlo«. Gandhijeva tri majmuna uključena su u indijske školske udžbenike. Danas je uvećani prikaz tih triju majmuna izložen u ašramu Sabarmati u Ahmedabadu u Gudžeratu, gdje je Gandhi živio od 1915. do 1930. i odakle je krenuo na svoj poznati marš do mora.
Tri majmuna prikazana su u sceni suđenja u filmu Planet majmuna iz 1968. godine. U primjeru semiotike, sudci oponašaju majmune koji ne vide, ne čuju i ne govore zlo.
Nacionalni muzej etnologije u prefekturi Osaka u Japanu ima kolekciju prikaza triju majmuna iz cijeloga svijeta.

### Unikod
Unikod od inačice 6.0 objavljene 2010. godine ima sljedeće emojije za tri majmuna:
|          | kôd     | znak | ime                  |
| -------- | ------- | ---- | -------------------- |
| Mizaru   | U+1F648 | 🙈   | SEE-NO-EVIL MONKEY   |
| Kikazaru | U+1F69  | 🙉   | HEAR-NO-EVIL MONKEY  |
| Ivazaru  | U+1F64A | 🙊   | SPEAK-NO-EVIL MONKEY |

## Vanjske poveznice
|  | Zajednički poslužitelj ima još gradiva o temi Statue triju majmuna |

|  | Zajednički poslužitelj ima još gradiva o temi Tri majmuna u hramu Tōshō-gū |